# Крушение на станции Судженка
Крушение на станции Судженка — Железнодорожная катастрофа, произошедшая в среду 12 марта 1986 года в 1:45 ночи в Яйском районе Кемеровской области, когда на станции Судженка Кузбасского отделения Кемеровской железной дороги (Транссибирская магистраль), когда электровоз ВЛ10У-279 с грузовым составом №3967 по причине сна локомотивной бригады на скорости 38 км/ч врезался в хвостовую часть почтово-багажного поезда №935 Красноярск - Киев, ведомого электровозом ЧС2-627, в результате столкновения погибли 19 человек (16 пассажиров и 3 проводника), пострадали 38, в том числе локомотивная бригада электровоза ВЛ10У-279.
После крушения ВЛ10У-279 был списан 14 мая того же 1986 года.

## Ход событий
Было уже темно, когда к станции Судженка по 1-му пути приближался электровоз ВЛ10У-279 с грузовым составом №3967. Электровоз находился в режиме тяги, а его локомотивная бригада спала и поэтому не замечала, что ВЛ10У-279 с грузовым составом №3967 приближался к светофору №11 с жёлтым огнём. ВЛ10У-279 с грузовым составом №3967 проследовал светофор, при этом в кабине на локомотивном светофоре загорелся огонь "КЖ", так как на расположенном впереди светофоре №12 горел запрещающий сигнал. Также раздался предупреждающий свисток системы бдительности, на что машинист машинально нажал на рукоятку бдительности "РБ". Как впоследствии будет установлено технической экспертизой, в системе системы бдительности электровоза ВЛ10У-279 имелся серьёзный недостаток: была нарушена цепь периодической проверки машиниста. Из-за этого при подходе к светофору с запрещающим показанием система бдительности не выдавала периодических сигналов, что в данной ситуации только успокоило машиниста с помощником, которые продолжили спать. Между тем двигаясь под уклон фактически неуправляемый ВЛ10У-279 с грузовым составом №3967 начал разгоняться, и постепенно набрал скорость 65 км/ч
Блок-участок между предвходным и входным светофорами №13 и №14 протяжённостью 1,5 км был пройден за полторы минуты, после чего электровоз ВЛ10У-279 с грузовым составом №3967 проехал входной светофор с запрещающим показанием, въехав на станцию Судженка. Показание на локомотивном светофоре сменилось с "КЖ" на "К", о чём тут же оповестил сигнал системы бдительности. Машинист на этот звуковой сигнал также машинально нажал рукоятку бдительности "РБ", но при проезде входных стрелок из-за тряски локомотивная бригада всё же проснулась, после чего увидела, что локомотивный и напольный светофоры выдают разные показания: на локомотивном горел красный огонь, тогда как далеко впереди на выходном светофоре станции в темноте хорошо был виден зелёный огонь (разрешающий сигнал). После того, как локомотивная бригада сопоставила показания, машинист снизил скорость до 45 км/ч  решил, что произошёл сбой в работе локомотивной сигнализации (АЛСН), то есть светофор в кабине выдаёт неверные показания. Из-за красного огня на локомотивном светофоре с учётом высокой скорости движения могла сработать система бдительности тем самым задействовав экстренное торможение, поэтому машинист продолжая подозревать сбой АЛСН отключил её, а затем вновь включил. Однако на локомотивном светофоре вновь загорелся красный сигнал, поэтому АЛСН вновь кратковременно отключили и вновь включили, но и эта попытка оказалась безрезультатной.
С момента первого загорания на локомотивном светофоре показания "К" прошло всего несколько секунд, а машинист уже успел несколько раз выключить и включить АЛСН, лишь бы не допустить срабатывания системы бдительности, прежде чем наконец была нажата кнопка "Выключение АЛСН", при этом на локомотивном светофоре загорелся белый сигнал ("Б"). Затем локомотивная бригада неожиданно увидела в темноте хвост почтово-багажного поезда №935 Красноярск - Киев, ведомого электровозом ЧС2-627, который стоял прямо перед ними на этом же пути. Применение экстренного торможение из-за малого расстояния и скорости 45 км/ч в данной ситуации оказалось неэффективным. Через 9 секунд электровоз ВЛ10У-279 с грузовым составом №3967 врезался в хвост стоящего на станции почтово-багажного поезда № 935 Красноярск — Киев, ведомого электровозом ЧС2-627. Всего в крушении погибли 19 человек (16 пассажиров и 3 проводника), пострадали 38, в том числе локомотивная бригада электровоза ВЛ10У-279.